# Zacharias (Papst)

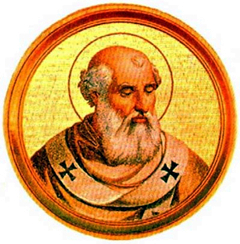
Zacharias, Darstellung in der Basilika Sankt Paul vor den Mauern

Zacharias (mittelgriechisch Ζαχαρίας τοῦ Πολυχρονίου, Zacharias tou Polychroniou; † März 752 in Rom) war Papst der katholischen Kirche von 741 bis 752.

## Leben
Die Vita im Liber Pontificalis nennt den Namen seines Vaters, Polychronios, und seine Zugehörigkeit zur griechischen Bevölkerungsgruppe. Ort und Zeit seiner Geburt sind unbekannt; falls die Familie nicht zur griechischen Bevölkerung Roms gehört haben sollte, käme noch eine Herkunft aus den griechischen Siedlungsgebieten Unteritaliens in Frage.
Wahrscheinlich am 10. Dezember 741 wurde er als Nachfolger Gregors III. geweiht, zu dem er in enger Beziehung stand. Er war der letzte Grieche auf dem Stuhl Petri. Seine Kenntnis der lateinischen und griechischen Sprache ermöglichte ihm die Übersetzung der Dialogi Gregors des Großen ins Griechische. Seine private Sammlung an liturgischen Büchern hat er der Peterskirche gestiftet.
Seinem diplomatischen Geschick gegenüber den langobardischen Königen verdankte die Region eine relativ friedliche Zeit. Im Jahr 751 legitimierte er die Absetzung des letzten Merowingerkönigs Childerich III. durch den Karolinger Pippin III.
Unter seinem Pontifikat legte im Jahre 745 ein Konzil fest, dass lediglich die biblisch bezeugten Erzengel Raphael, Michael und Gabriel als Erzengel verehrt werden dürften, nicht aber der nur apokryph bezeugte Uriel. Im Jahre 751 ließ Papst Zacharias den Verzehr von Hasenfleisch verbieten. In der damaligen Zeit wurde der Feldhase wegen seines äußerst regen Paarungstriebes und seiner vielfachen Nachkommenschaft als Symbol der Fruchtbarkeit gesehen und daher galt den Kirchenführern der Verzehr von Hasen als sitten- und moralgefährdend.
Die Verbesserung der wirtschaftlichen Grundlagen der römischen Kirche ermöglichte ihm verschiedene Baumaßnahmen an römischen Palästen und Kirchen. Im Lateranpalast, dem Sitz der päpstlichen Verwaltung, ließ er einen Zeremoniensaal und einen Turm mit Bronzetüren errichten. Die Diakoniekirche Santa Maria Antiqua, die von einem seiner Vorgänger, dem ebenfalls griechischen Johannes VII., bereits mit Fresken ausgeschmückt worden war, ließ er weiter verschönern: Dort hat sich auch ein zeitgenössisches Fresko mit seinem Porträt erhalten.
Sein Gedenktag wird in der katholischen und orthodoxen Kirche am 15. März, seinem Todestag, begangen.